# Adrian Simion (handbalist)
Adrian Simion (n. 2 august 1961, București) este un fost handbalist român, care a făcut parte din lotul echipei naționale de handbal a României, medaliată cu bronz olimpic la Los Angeles 1984.

## Biografie
A început handbalul în 1974, la SS3 București, cu profesorul Ștefan Oprea. În 1977 a trecut la Steaua București. Este component al echipei naționale care a câștigat, în 1983, Super Cupa Campionilor Mondiali și Olimpici, și în 1985 Campionatul Mondial Studențesc. În 1989 este finalist al Campionatului European cu CSA Steaua. Este maestru emerit al sportului.